# Biserica „Înălțarea Domnului” din Manasia
Biserica „Înălțarea Domnului” din Manasia este un monument istoric aflat pe teritoriul satului Manasia, comuna Manasia.
Biserica parohială „Înălțarea Domnului” a fost construită din cărămidă între anii 1838-1842. Ctitorul bisericii este principele sârb Efrem Obrenovici (1790-1856), fratele mai mic al cneazului Milos, întemeietor al dinastiei Obrenovici care a condus Serbia aproape un secol (1815-1903). În naosul bisericii în partea dreaptă se află mormântul ctitorului bisericii acoperit cu o placă de marmură vișinie cu următoarea inscripție în limbile sârbă și română: „Aici repauzează rămășițele lui Efrem Obrenovici, cel mai tânăr frate al principelui și domnitorului Serbiei, Milos Obrenovici, născut în sâmbăta Sfântului Toader, 1790. Trecut din viată 10 septembrie 1856 căruia ridică acest monument soția sa Tomania, cu fiul său Milos și fiica sa Anca”. Pe crucea de la capul mormântului, sculptată în aceeași marmură vișinie, se află următoarele versuri în limbile română și sârbă: „Oasele eroului azi pământul învelește/ Dar gloria vie zboară peste câmpul departe/ Astăzi turnul neobosit la urmași le povestește/ Ce poate suferi sârbul pentru sacra libertate”. Pe lespedea mormântului se află sculptată stema Serbiei vechi. 
Biserica „Înălțarea Domnului” din Manasia are formă de cruce, fiind ridicată pe o solidă fundație de piatră. Zidurile sunt din cărămidă cu o grosime de 1,10 m. Lungimea este de 29 m iar înălțimea în dreptul turlei mari este de 20 m. Prima pictură s-a făcut în anul 1850 de către un pictor necunoscut iar pictura actuală a fost făcută între 1981-1985, în stil tempera, de către pictorul Andonie Romeo. Prima târnosire a bisericii s-a făcut la 24 aprilie 1853 în vremea mitropolitului Nifon al Ungro-Vlahiei. Pe parcursul anilor s-au refăcut atât construcția cât și pictura. 
Parohia are o bibliotecă ce cuprinde cărți de ritual bisericesc cu valoare de patrimoniu, cea mai importantă fiind Evanghelia din 1697 cu 180 de file și 1,3 kg în stare bună, donată de doamna Păuna Cantacuzino. A fost predată din dispoziția Arhiepiscopiei Bucureștilor (ordin 9284/1980) Mânăstirii Cernica. În 1981 s-au predat Oficiului județean de patrimoniu cultural național Ialomița 7 cărți bisericești tipărite înaintea anului 1830 și anume: Penticostar din anul 1743, Antologhion din anul 1755, Minei din 1779, Evanghelie din 1812, Triod din 1816, Octoih din 1800 etc. În prezent, biserica din Manasia mai păstrează Cazania din 1834, tipărită în timpul domnitorului Alexandru Dumitru Ghica Voievod și cu blagoslovenia iubitului de Dumnezeu Episcop al Sfintei Episcopii a Buzăului Chiriu Chesarie, în noiembrie 1834 - și un Apostol tipărit la Sibiu în timpul Înaltului Împărat al Austriei, Francisc Iosif I. Cărțile sunt scrise în limba română cu litere chirilice. (2003, editura Episcopiei Sloboziei și Călărașilor, monografia „Manasia (Ialomița) contribuții monografice” profesor dr. Sorin Geacu și pr. Adrian Scărlătescu). 
Parohia a posedat în trecut 9 ha teren arabil și s-a reconstituit dreptul de proprietate prin Legea Fondului Funciar pentru 9,32 ha. Manasia este situată în partea de vest a județului Ialomița, pe stânga râului Ialomița, având o suprafață de 200 ha. Căi de comunicație: DN2A Urziceni-Constanța, drumul asfaltat Manasia-Gârbovi. Teritoriul comunei este traversat de linia CFR Urziceni-Slobozia iar la extremitatea de N-V se află linia CFR Urziceni-Făurei. Cele mai apropiate orașe sunt Urziceni la 2 km și Slobozia la 60 km. Parohia Manasia este de categoria I-a cu 1.427 de familii. Parohia nu are casă parohială.

## Galerie

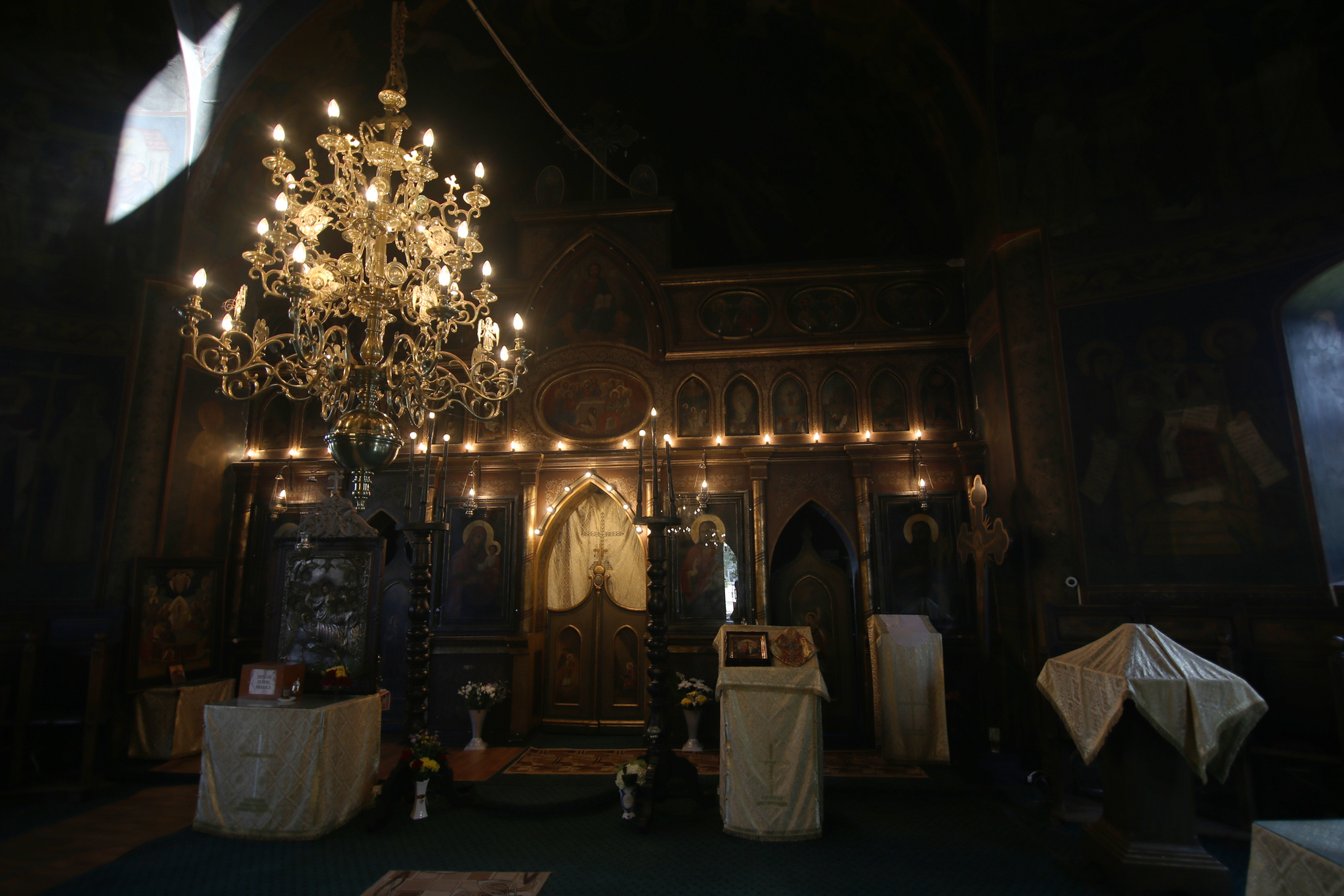
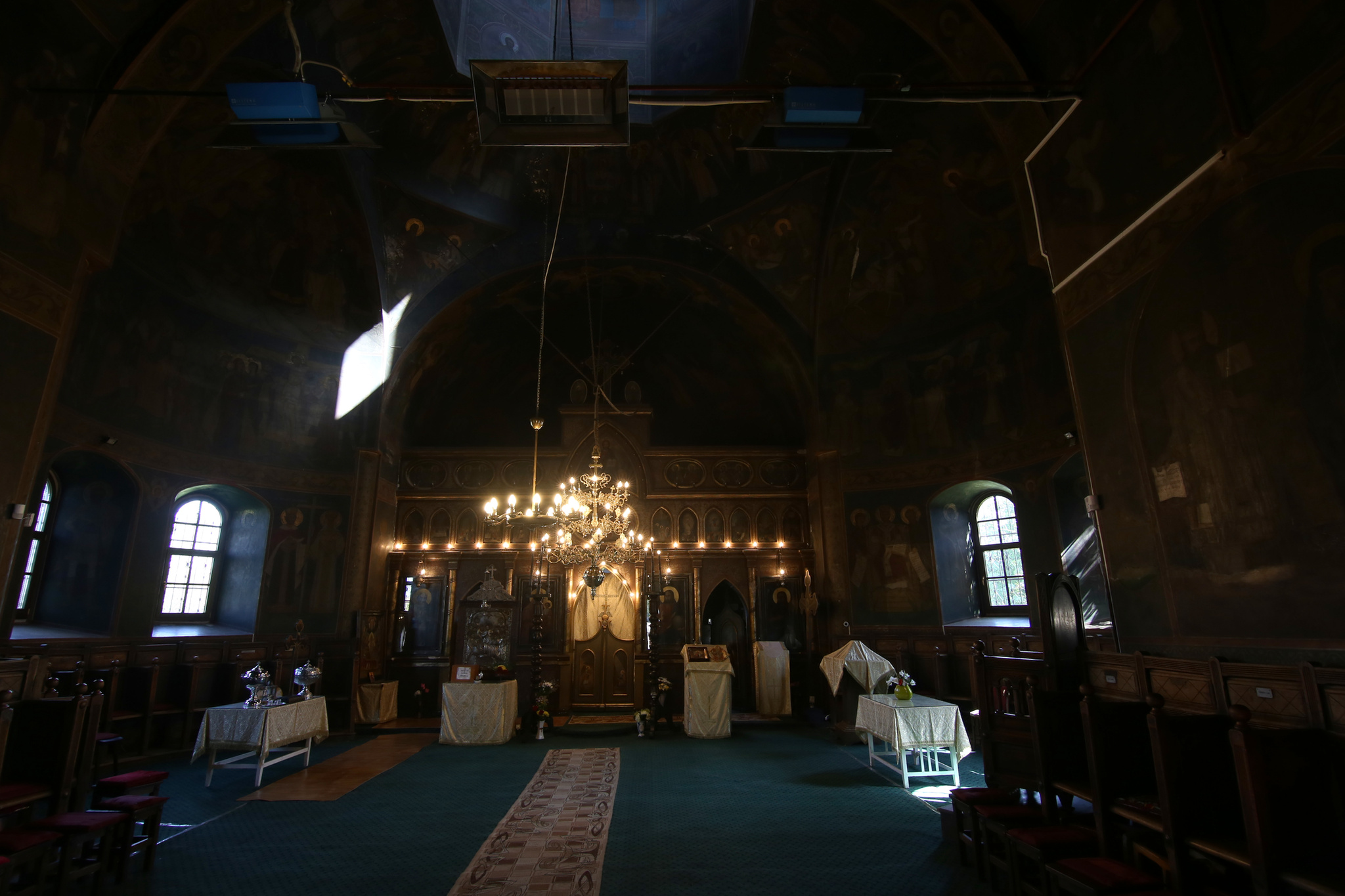
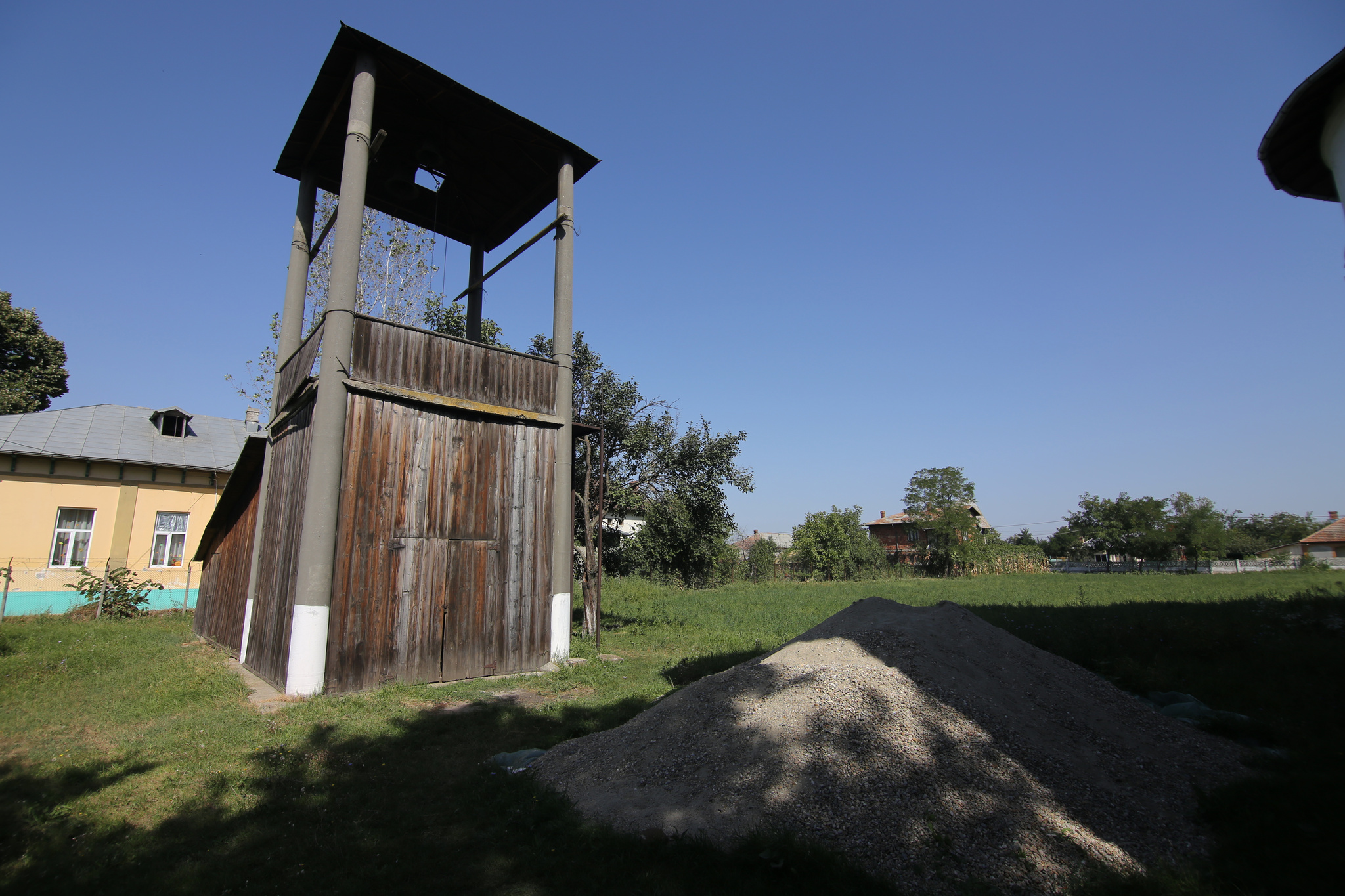
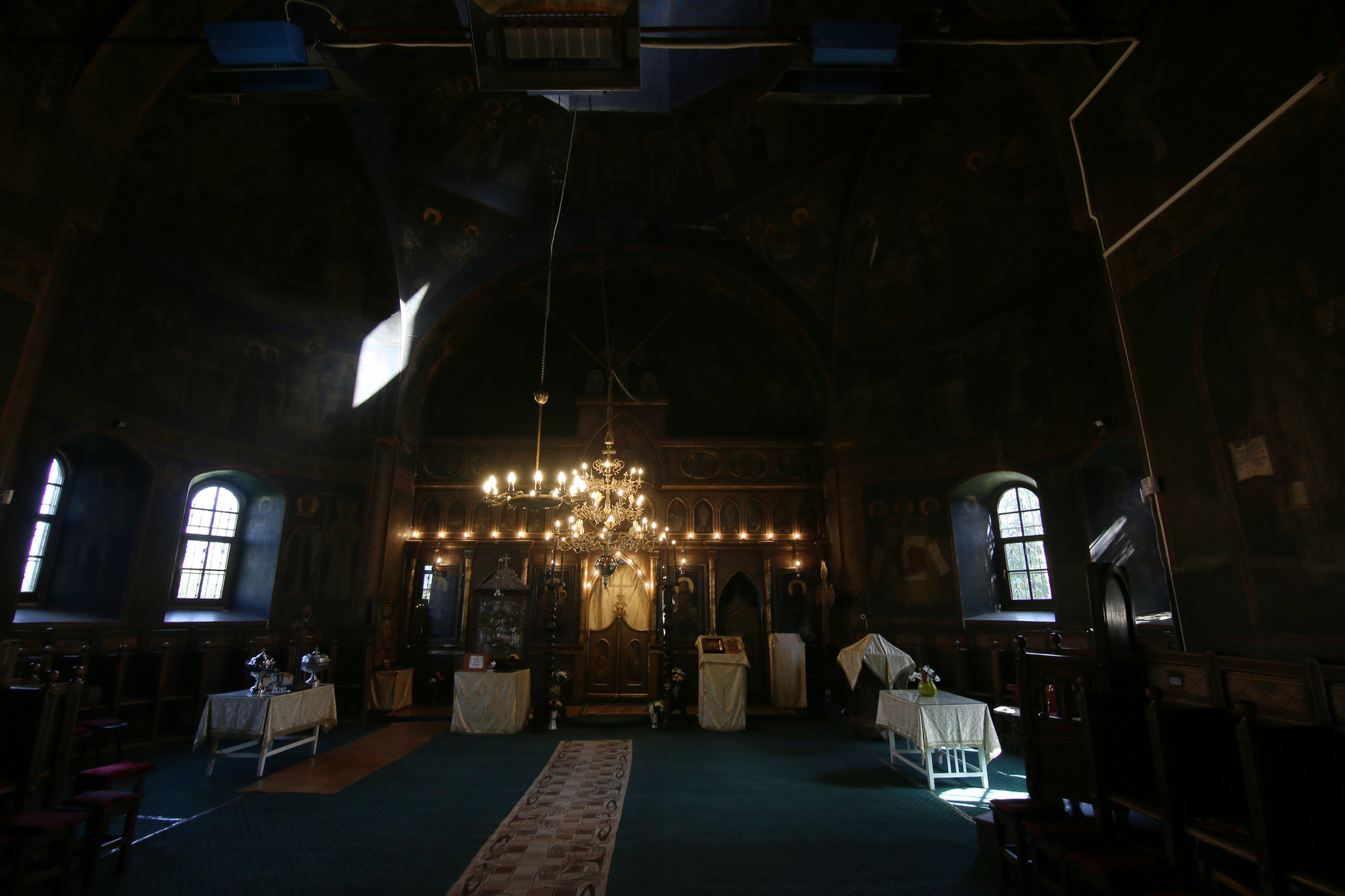
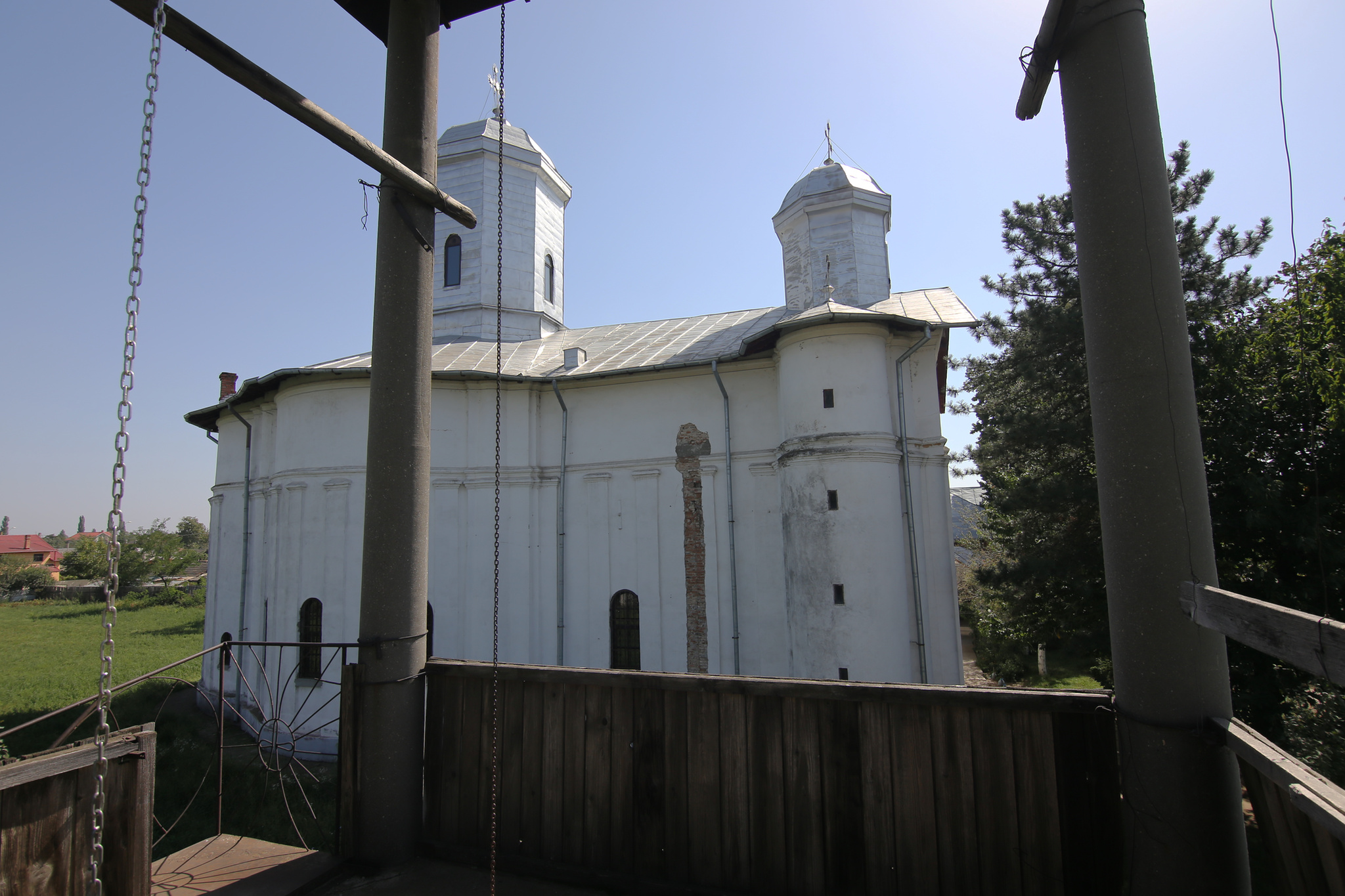
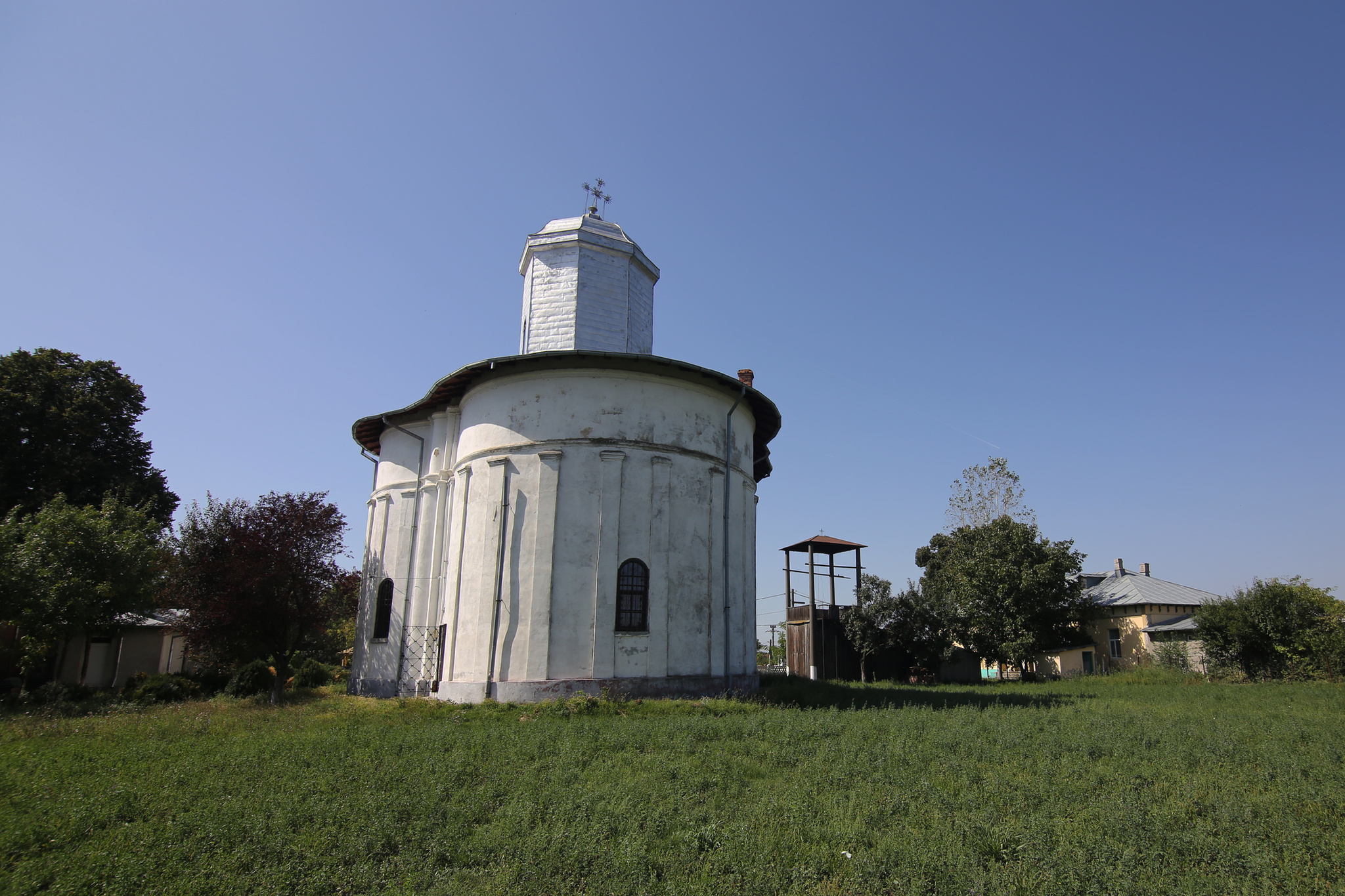
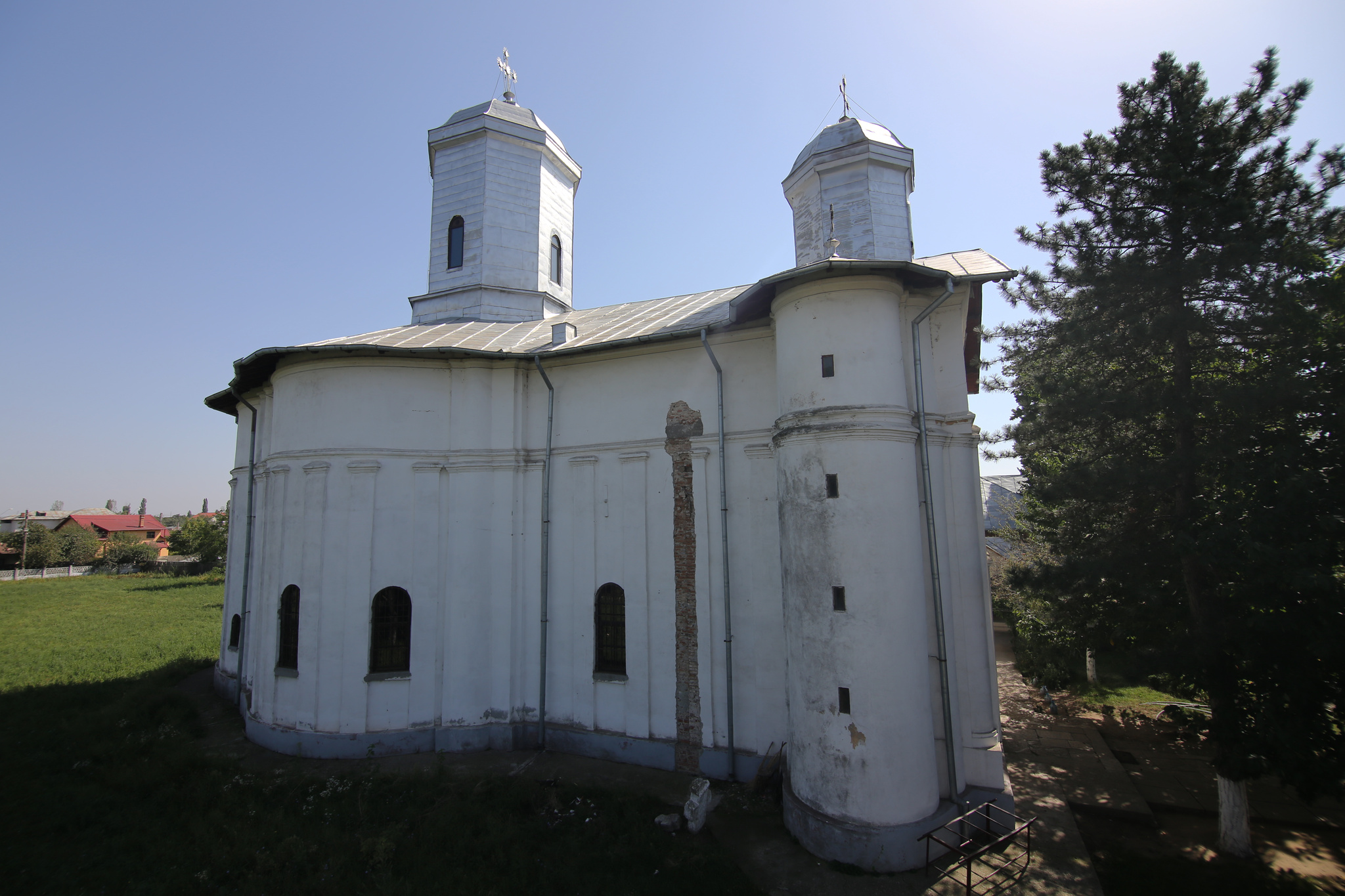
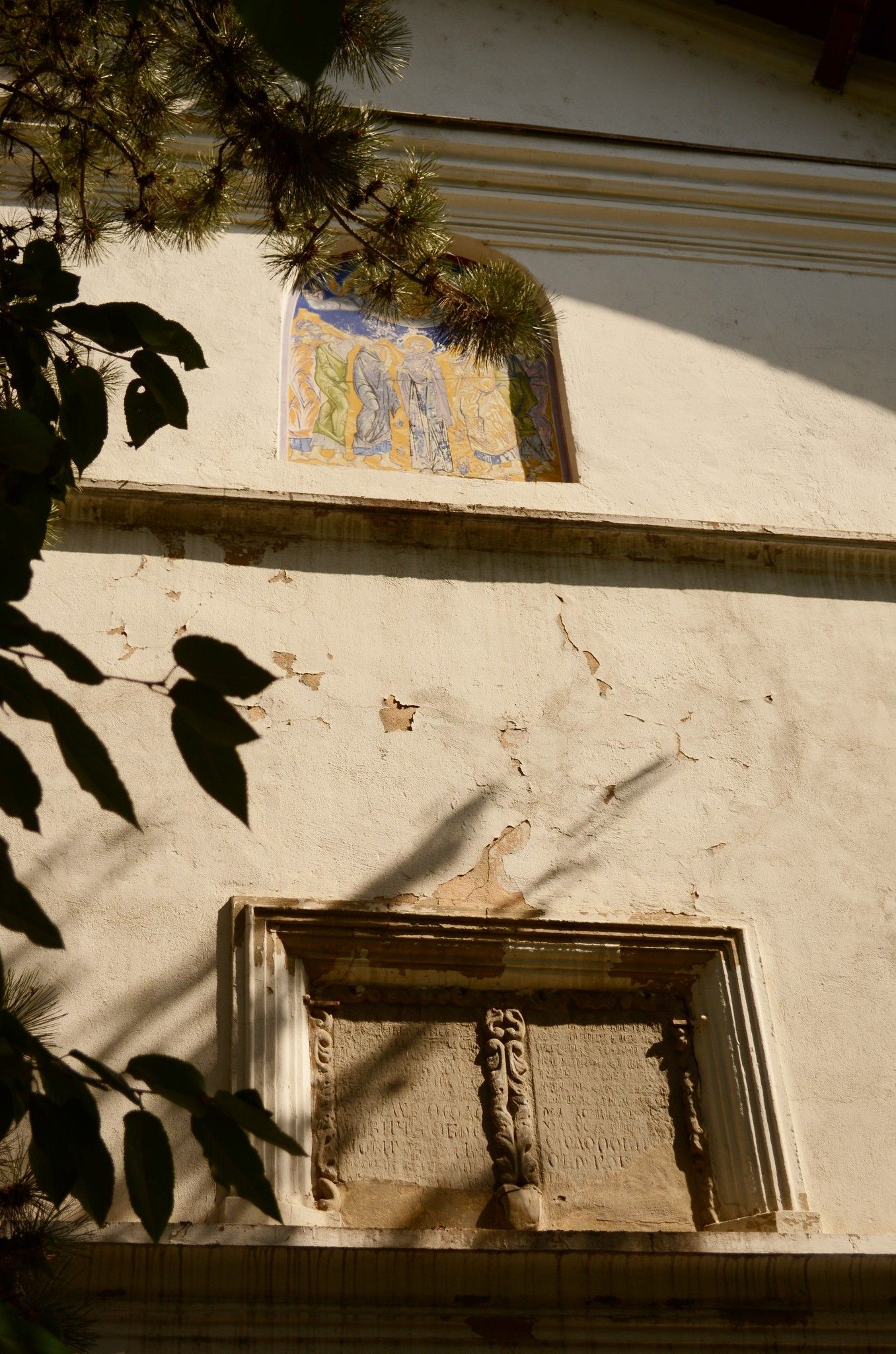